# ایلست
ایلست (به هلندی: IJlst) یک منطقهٔ مسکونی در هلند است که در سودوست-فریسلان واقع شده‌است. ایلست c٫۴٬۰۰۰ نفر جمعیت دارد.

## نگارخانه

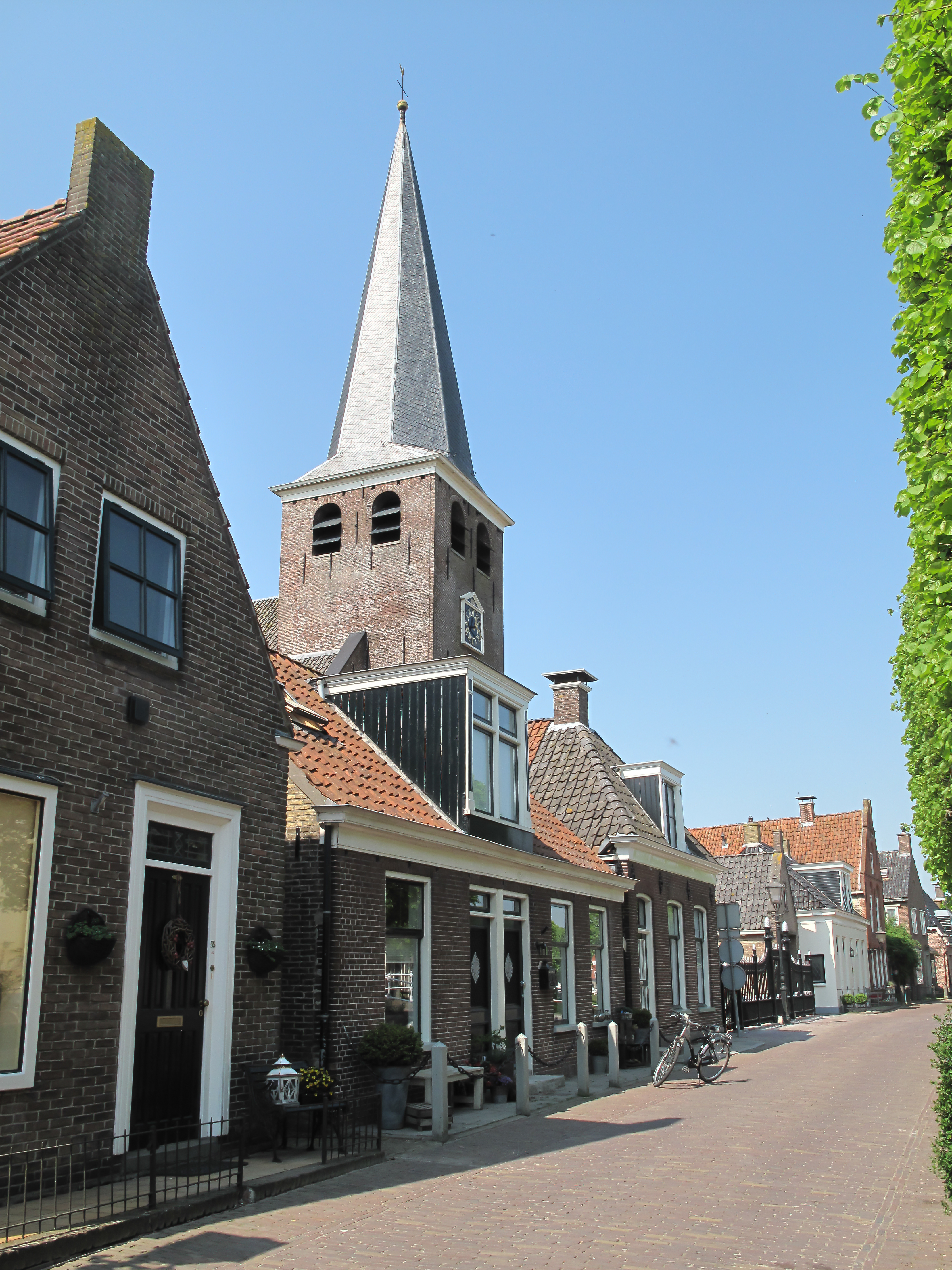
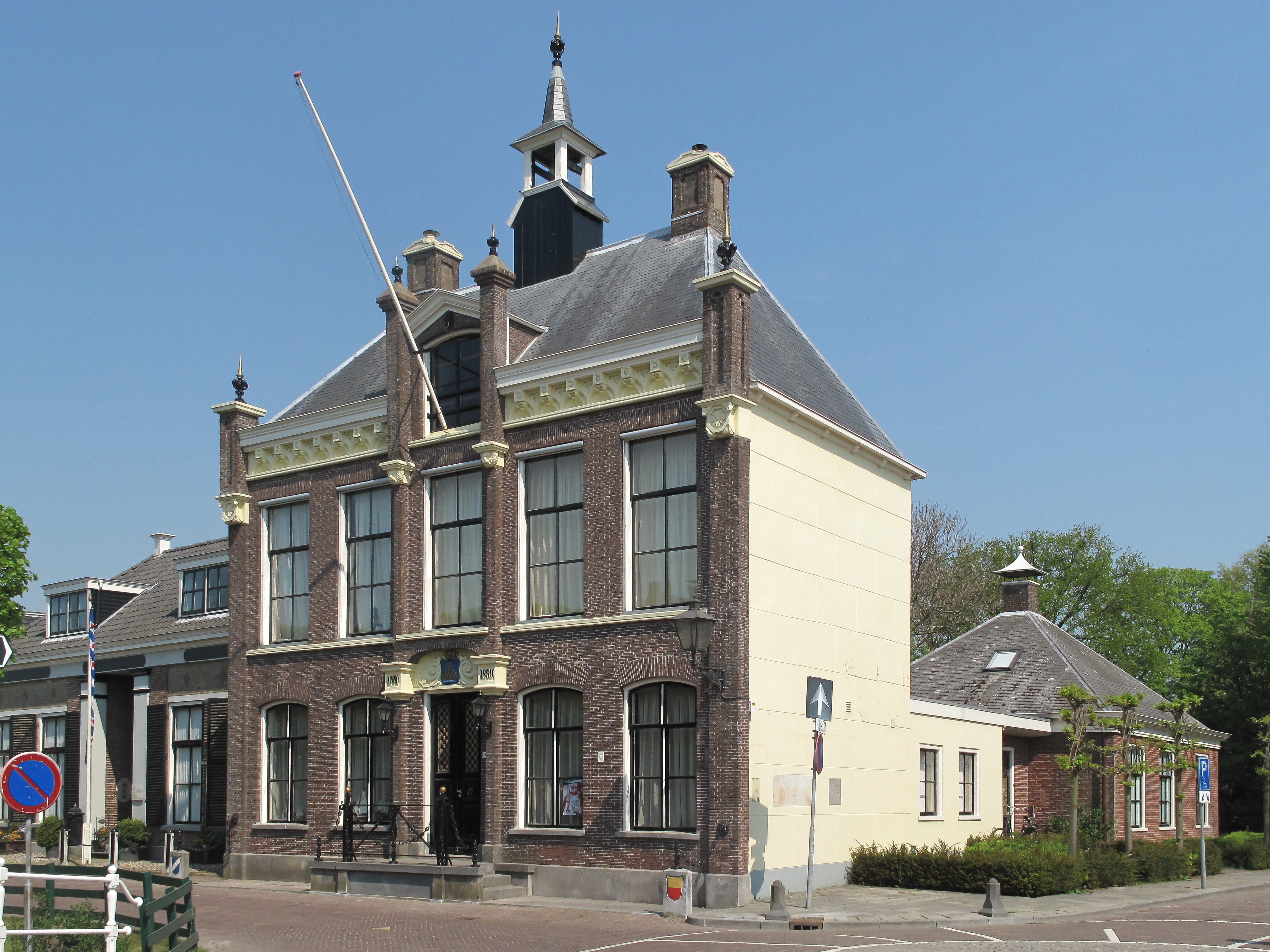
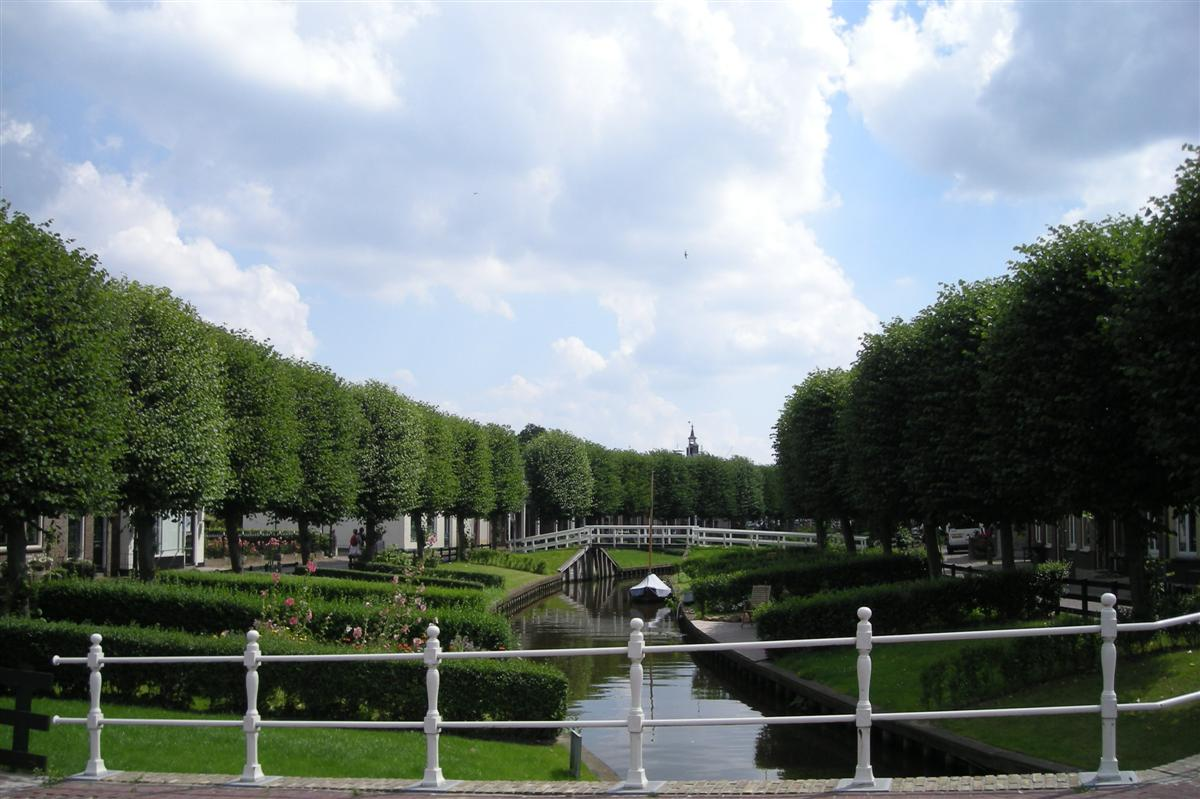
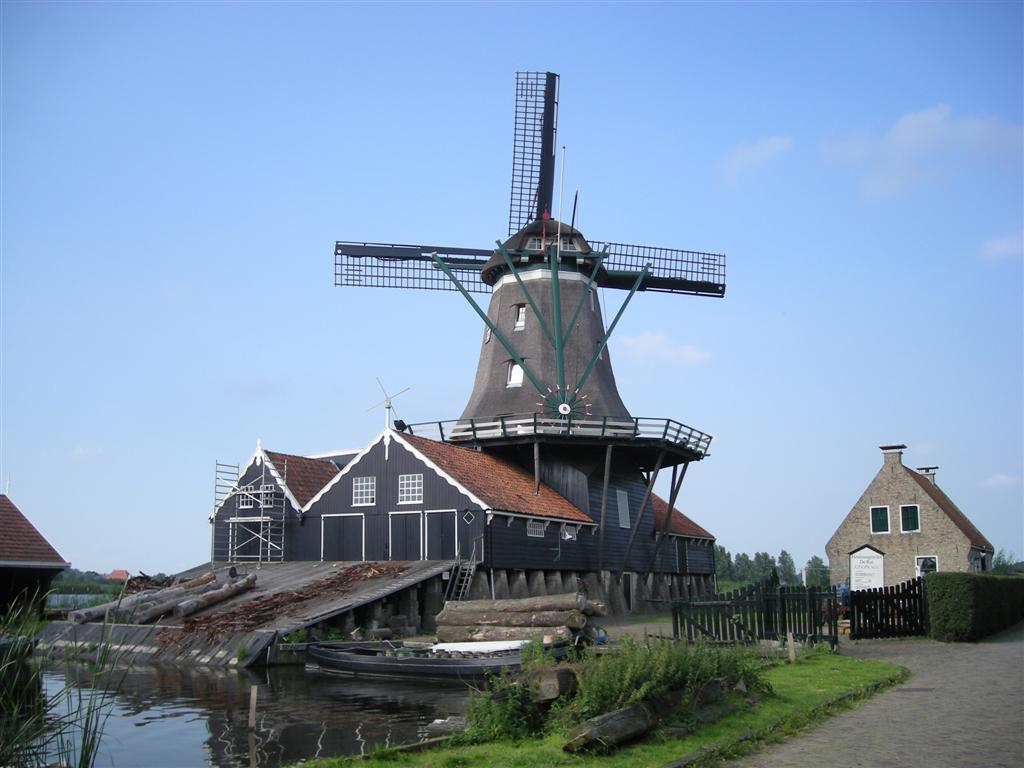